# Niels-Henrik von Holstein-Rathlou
Niels-Henrik de Meza von Holstein-Rathlou (født 16. marts 1956) er en dansk læge, der er professor ved Biomedicinsk Institut på Københavns Universitet og Chief Scientific Officer ved Novo Nordisk Fonden.
Han blev student fra Østre Borgerdyd Gymnasium i 1975 og tog lægevidenskabelig eksamen i 1983. I 1992 blev han dr. med. fra Københavns Universitet på disputatsen Dynamic aspects of the tubuloglomerular feedback mechanism. Han har haft flere ansættelser ved udenlandske universiteter.
Holstein-Rathlou er formand for Dansk Selskab for Teoretisk Biologi, tidl. medlem af bestyrelsen for Dansk Hypertensionsselskab, formand for Blodtrykscentret ved Københavns Universitet, tidligere formand og bestyrelsesmedlem i Dansk Selskab for Teoretisk og Anvendt Terapi, bestyrelsesmedlem i Nordisk Forening for Fysiologi, Dansk Cardiologisk Selskab, Dansk Nefrologisk Selskab, The Council for High Blood Pressure Research, The American Heart Association, The American Physiological Society, The Mathematical Association of America, American Mathematical Society, The Society for Mathematical Biology og The Society for Industrial and Applied Mathematics.